# 50 Cent: The New Breed
50 Cent: The New Breed – film dokumentalny z roku 2003. Został wyreżyserowany i wyprodukowany przez Damona Johnsona. W głównych rolach wystąpili 50 Cent, Eminem, Dr. Dre, Lloyd Banks, Tony Yayo i inni. Dystrybucją zajęła się wytwórnia Interscope.
Obszerny materiał zawiera DVD na temat twórczości 50 Centa. The New Breed zawiera m.in. kontrowersyjny teledysk „Heat”, przygotowania do koncertów, występ w Detroit's State Theatre, wspólnie m.in. z Eminemem oraz wywiad.

## Zawartość

### DVD
1. The Documentary
1. 50 Cent: The New Breed
2. Tony Yayo: The Interview (wywiad)

2. Teledyski
1. „Heat”
2. „Wanksta: Behind The Scenes” (za kulisami)
3. „Wanksta”
4. „In da Club: Behind The Scenes” (za kulisami)
5. „In da Club”
6. „Heat: The Street Version” (wersja uliczna)

3. Koncert w Detroit
1. „Not Like Me”
2. „Wanksta”
3. „Patiently Waiting” (gości. Eminem)
4. „Love Me” (gości. Eminem & Obie Trice)
5. „Rap Game” (gości. D12)
6. „In da Club”
7. The Detoit Show: Behind The Scenes (za kulisami)

4. Dodatkowe materiały
1. „Wanksta” (Sessions @ AOL)
2. „In da Club” (Sessions @ AOL)
3. „Round Here” (Sessions @ AOL)
4. 8 Mile DVD Trailer (Zwiastun filmu 8. Mila)

### Bonus CD
1. „True Loyalty” (gości. 50 Cent, Lloyd Banks & Tony Yayo)
2. „8 Mile Road (G-Unit Remix)” (gości. 50 Cent, Lloyd Banks & Tony Yayo)
3. „In Da Hood” (gości. Brooklyn)